# Privatpsychotherapeut
Ein Privatpsychotherapeut ist ein Psychotherapeut, der nur Privatpatienten, Selbstzahler und Kassenpatienten im Kostenerstattungsverfahren behandelt.
Der Privatpsychotherapeut praktiziert im Unterschied zum Vertragspsychotherapeuten unabhängig von den Vorgaben des Sozialgesetzbuchs. Der Patient wird also unabhängig von den Körperschaften (Gemeinsamer Bundesausschuss (GBA), gesetzliche Krankenversicherungen (GKV) und Kassenärztliche Vereinigungen (KVen)) behandelt. Somit besteht – außer in Notfällen – kein Anspruch auf Behandlung für gesetzlich Versicherte. Ein Privatpsychotherapeut ist staatlich approbiert und Pflichtmitglied in der zuständigen Psychotherapeutenkammer oder – wenn er ärztlicher Psychotherapeut ist – Ärztekammer. Der Privatpsychotherapeut ist wie alle Psychotherapeuten an das Berufsrecht gebunden und gehört in Deutschland und Österreich zu den Freien Berufen.

## Niederlassungen
Vor dem Hintergrund der schwierigen Versorgungslage in manchen Gebieten und den resultierenden langen Wartezeiten auf einen Therapieplatz etablieren sich neben den kassenzugelassenen Psychotherapeuten zunehmend auch Privatpsychotherapeuten. Etwa 10 % aller in Deutschland niedergelassenen Psychotherapeuten praktizieren in einer Privatpraxis.

## Honorierung
Der Psychotherapeut muss, sofern mit dem Patienten keine gesonderte Honorarvereinbarung getroffen wurde, sein Honorar nach der für seine Berufsgruppe anzuwendenden Gebührenordnung berechnen, also entweder nach der Gebührenordnung für Psychotherapeuten (GOP) oder nach der Gebührenordnung für Ärzte (GOÄ). Dies folgt aus § 612 BGB. Der nichtärztliche Psychotherapeut unterliegt dabei dem § 1 Abs. 2 GOP:
Vergütungen nach Absatz 1 sind nur für Leistungen berechnungsfähig, die in den Abschnitten B und G des Gebührenverzeichnisses der Gebührenordnung für Ärzte aufgeführt sind. § 6 Abs. 2 der Gebührenordnung für Ärzte gilt mit der Maßgabe, dass psychotherapeutische Leistungen, die nicht im Gebührenverzeichnis der Gebührenordnung für Ärzte enthalten sind, entsprechend einer nach Art, Kosten- und Zeitaufwand gleichwertigen Leistung der Abschnitte B und G des Gebührenverzeichnisses der Gebührenordnung für Ärzte berechnet werden können. Die Gebühren errechnen sich aus der Multiplikation einer Bewertungszahl mit dem gültigen Punktwert (z. B. Anwendung und Auswertung orientierender Testuntersuchungen  insgesamt 13,22 €). Diese Gebühr wird je nach Aufwand mit einem Steigerungsfaktor multipliziert. Der Patient muss die Honorarrechnung an den Privatpsychotherapeuten bezahlen. Die Honorarrechnung kann der Patient bei einer privaten Krankenversicherung (PKV) zur Erstattung einreichen.
Im sogenannten Kostenerstattungsverfahren können Patienten, die keinen freien Therapieplatz finden, die Kosten für eine Privatbehandlung von ihrer gesetzlichen Krankenkasse erstatten lassen. In § 13 Abs. 3 SGB V heißt es dazu: "Konnte die Krankenkasse eine unaufschiebbare Leistung nicht rechtzeitig erbringen oder hat sie eine Leistung zu Unrecht abgelehnt und sind dadurch Versicherten für die selbstbeschaffte Leistung Kosten entstanden, sind diese von der Krankenkasse in der entstandenen Höhe zu erstatten, soweit die Leistung notwendig war. Die Kosten für selbstbeschaffte Leistungen zur medizinischen Rehabilitation nach dem Neunten Buch werden nach § 15 des Neunten Buches erstattet." Das Ärzteblatt betont die Bedeutung des Kostenerstattungsverfahrens für psychisch Kranke, weil es bedeute, dass "[…] psychisch Kranke, die vergeblich einen Therapieplatz bei einem im Kassenarztsystem zugelassenen Psychotherapeuten gesucht haben, auch approbierte Psychotherapeuten, die in privater Praxis ohne Zulassung arbeiten, aufsuchen [könnten]." In den vergangenen zehn Jahren sind die Ausgaben für Kostenerstattungen für Psychotherapie nach § 13 Abs. 3 SGB V beinahe um das Achtfache gestiegen. Allerdings sind sie absolut gesehen noch gering: Im Jahr 2012 betrugen sie 45 Mio. Euro bei einem Gesamtleistungsvolumen von etwa 1,5 Mrd. Euro für ambulante psychotherapeutische Leistungen.

## Privatpatient
Im Gegensatz zum Kassenpatienten, der sich mit der Vorlage seiner Krankenversicherungskarte, bzw. der elektronischen Gesundheitskarte als solcher zu erkennen gibt, wird zwischen Psychotherapeut und Privatpatient – mündlich oder schriftlich – ein Behandlungsvertrag geschlossen. Davon unberührt ist ein eventl. Versicherungsvertrag des Privatpatienten mit einer Privaten Krankenversicherung.
Der Psychotherapeut hat als Nebenpflicht aus dem Behandlungsvertrag die Pflicht, den Patienten bei der Erstattung zu unterstützen. Das bedeutet in der Regel die Erstellung eines Theapieantrags, der eine fachliche Einschätzung und einen vorläufigen spezifischen Therapieplan beinhaltet. Nach dem Antrag, bei einigen Versicherungen nach erfolgter Prüfung durch einen Fachgutachter, erhält der Patient eine Kostenübernahmezusage.
Bei beihilfeberechtigten Privatpatienten greifen unterschiedliche Beihilferichtlinien, die ebenfalls ein Beantragungsverfahren beinhalten.
Gesetzlich Versicherte können sich – unter Verzicht auf ihren Sachleistungsanspruch bei der Gesetzlichen Krankenversicherung – ebenfalls als Privatpatienten behandeln lassen. Sie werden auch „Selbstzahler“ genannt.